# Aspitates glessaria
Aspitates glessaria là một loài bướm đêm trong họ Geometridae.